# آب‌سنگ حلقوی آئور
آب‌سنگ حلقوی آئور (به لاتین: Aur Atoll) یک آب‌سنگ حلقوی در جزایر مارشال است که در زنجیره راتاک واقع شده‌است. آب‌سنگ حلقوی آئور ۵٫۶ کیلومتر مربع مساحت و ۴۳۸ نفر جمعیت دارد و ۳ متر بالاتر از سطح دریا واقع شده‌است.